# Loughanure
Loughanure (iriska: Loch an Iúir) är en ort i republiken Irland.   Den ligger i grevskapet County Donegal och provinsen Ulster, i den norra delen av landet, 230 km nordväst om huvudstaden Dublin. Loughanure ligger 51 meter över havet och antalet invånare är 337.
Terrängen i Loughanure är platt västerut och kuperad österut.Runt Loughanure är det mycket glesbefolkat, med 3 invånare per kvadratkilometer. Det närmsta större samhälle är Gweedore, lokaliserat 7,0 km nordost om Loughanure. Trakten runt Loughanure består i huvudsak av gräsmarker.